# ألبرت برولز
ألبرت برولز (بالألمانية: Albert Brülls)‏ (مواليد 26 مارس 1937) هو لاعب كرة قدم. يلعب مع منتخب ألمانيا الغربية لكرة القدم. سبق له أن لعب في كأس العالم لكرة القدم مع منتخب بلاده.

## روابط خارجية
- ألبرت برولز على موقع الاتحاد الدولي (مؤرشف)  (الإنجليزية)
- ألبرت برولز على موقع قاعدة بيانات كرة القدم.إي يو (الإنجليزية)
- ألبرت برولز على موقع بيانات كرة القدم. دي إي (الألمانية)
- ألبرت برولز على موقع ناشيونال فوتبول تيمز (الإنجليزية)
- ألبرت برولز على موقع عالم كرة القدم.نت (الإنجليزية)
- ألبرت برولز على موقع أوليمبيديا (الإنجليزية)